# Tonicita

Erytrocyty v různých prostředích

Tonicita je míra gradientu efektivního osmotického tlaku dvou roztoků oddělených polopropustnou membránu. Tonicita je bezrozměrná veličina a je rovna relativní koncentraci rozpuštěných látek, které neprojdou membránou, čímž ovlivňují směr a sílu difuze rozpouštědla (nejčastěji vody). Na rozdíl od osmotického tlaku, tonicita je ovlivněna jen koncentrací rozpuštěných látek , které neprojdou membránou (tzv. efektivní osmotický tlak) zatímco ostatní rozpuštěné látky membránou projdou a jejich koncentrace se ustálí na stejné výši u obou roztoků. Známe tři druhy tonicity: hypertonicita, hypotonicita a izotonicita.

## Hypertonické prostředí
Hypertonický roztok (hypertonikum) je oproti zkoumané buňce koncentrovanější (více rozpuštěných látek než v buňce). Buňka zpravidla odevzdává vodu. Dochází ke scvrknutí buňky a smrštění rostlinných vakuol (plazmolýza). Hypertonickým roztokem může být např. slaná (mořská) voda. Ryby ve slané vodě potřebují žábry, resp. jejich buňky, aby z těla osmoticky dostaly vodu. Pokud se zbaví velkého množství vody, začnou ryby přijímat slanou vodu a metabolicky srážet a vylučovat sůl, čímž gradient osmotických tlaků roztoků v žaberních buňkách a v moři sníží a difuze vody (osmóza) se zastaví. Takový jev se nazývá osmoregulace.

## Hypotonické prostředí
Hypotonický roztok (hypotonikum) je oproti zkoumané buňce méně koncentrovaný (méně rozpuštěných látek než v buňce). Proto buňka zpravidla přijímá vodu. U rostlinných buněk s pevnou buněčnou stěnou probíhá velký nárůst objemu buňky (plazmoptýza) a zvětšuje se její turgor (tlak na buněčnou stěnu), ale díky tuhosti buněčné stěny nepraskne. Živočišné buňky zpravidla praskají. Hypotonickým roztokem může být např. "sladká" (běžná, říční, povrchová...) voda.

## Izotonické prostředí
Izotonické prostředí (izotonikum) má stejnou koncentraci jako zkoumaná buňka.